# Eaton, New Hampshire
Eaton är en kommun (town) i Carroll County i delstaten New Hampshire, USA med 393 invånare (2010).